# Guerra por el agua del río Jordán
La Guerra por el agua del río Jordán, también Batalla por el Agua, se refiere a una serie de enfrentamientos entre Israel y sus vecinos de la Liga Árabe desde noviembre de 1964 hasta mayo de 1967 por la control de las fuentes de agua en la cuenca hidrográfica del río Jordán.

## Historia

### Tensiones iniciales: 1949-64

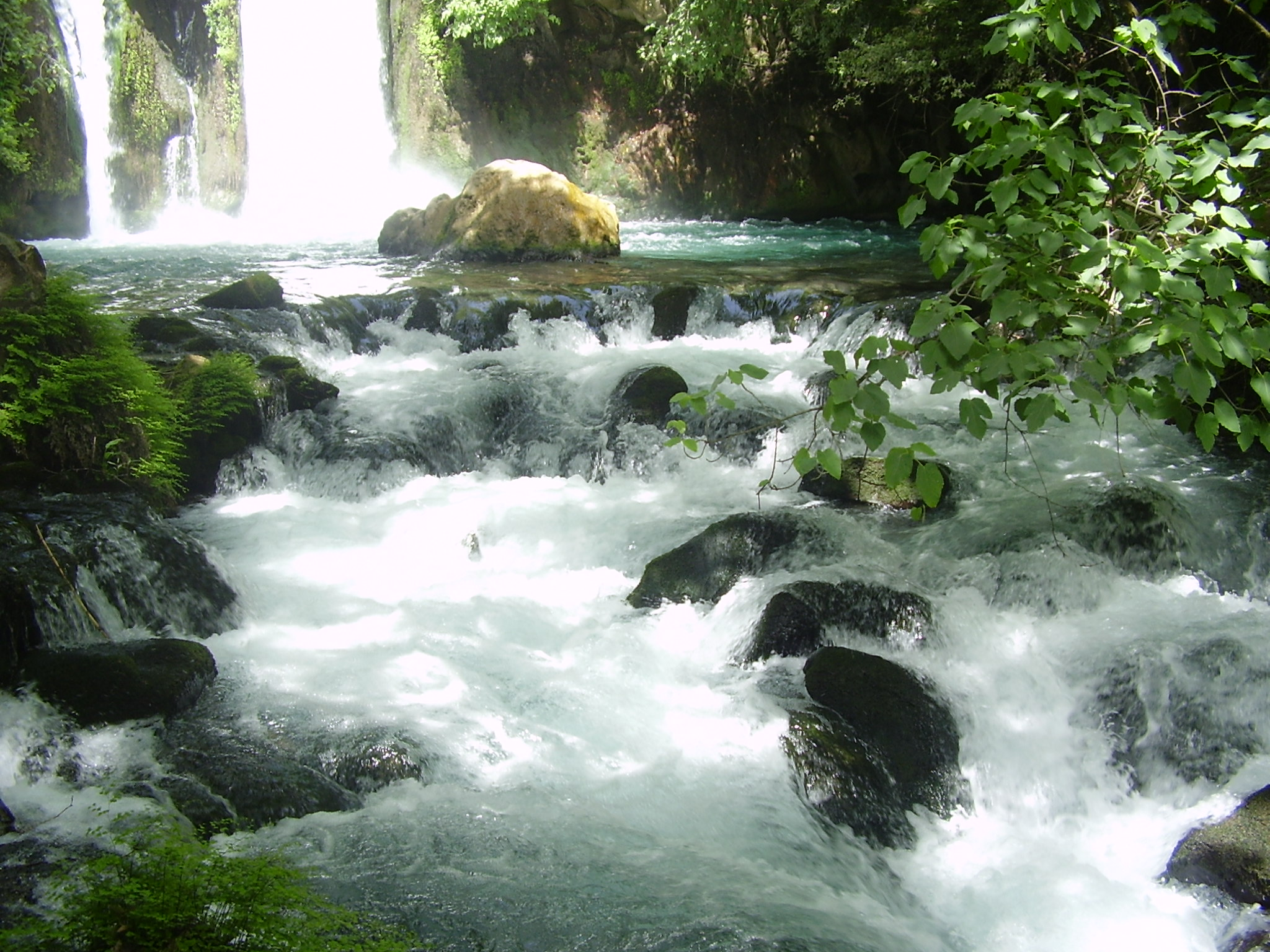
Cascada del río Banias, Altos del Golán

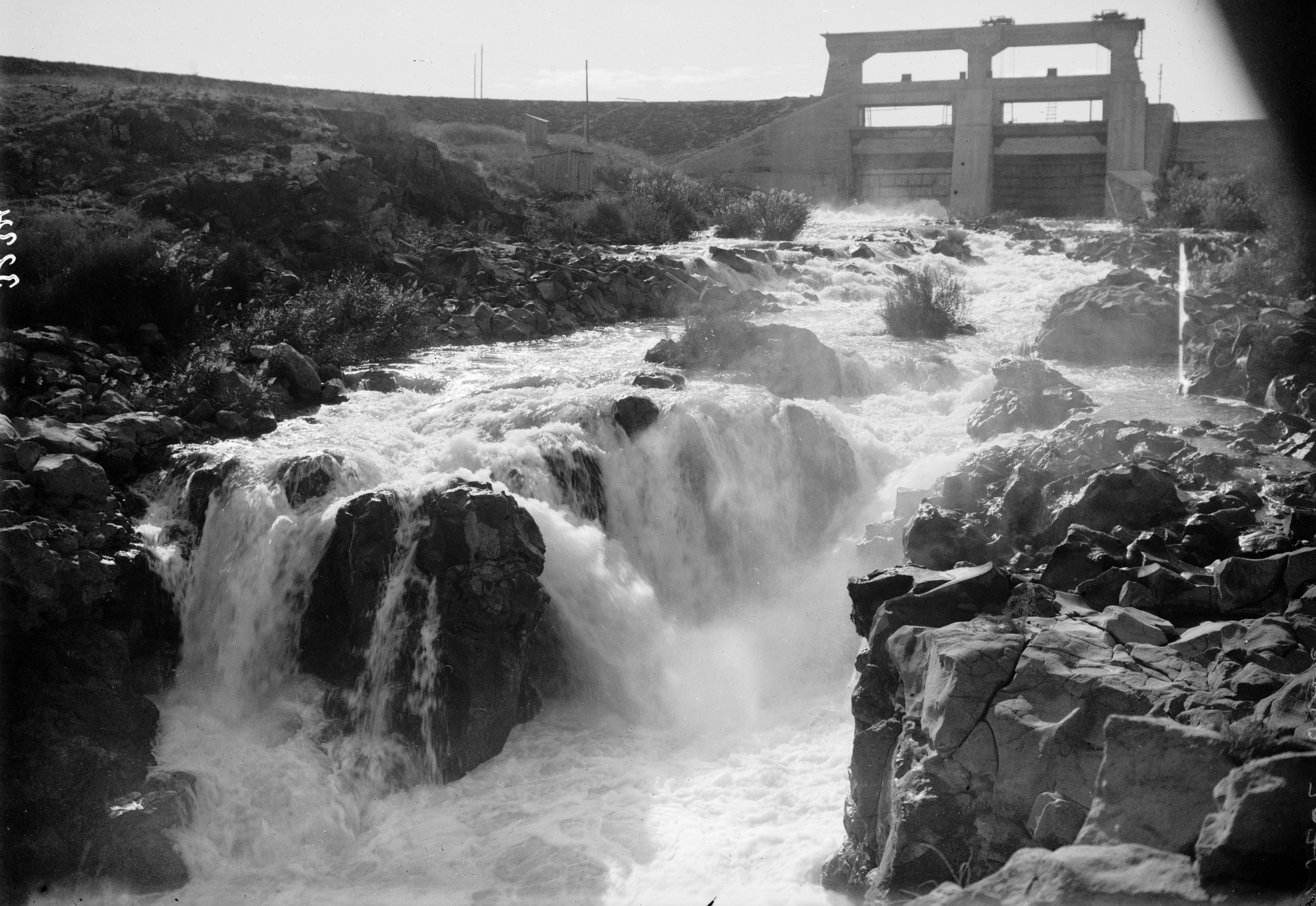
Aguas de inundación que salen del embalse de Yarmuk al río Yarmuk, 1933

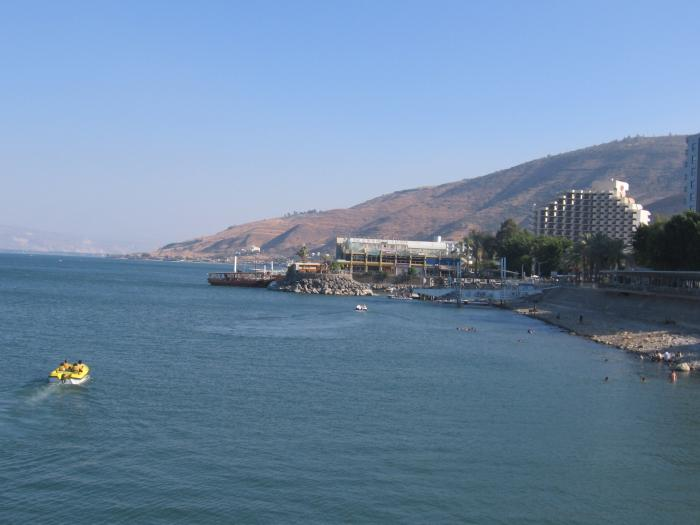
Mar de Galilea

Los  Acuerdos de Armisticio de 1949 que siguieron a la Guerra árabe-israelí de 1948, crearon tres  zonas desmilitarizadas en la frontera entre Israel y Siria. La más meridional, y también la más grande, se extendía desde la parte sureste del Mar de Galilea hacia el este hasta el río Yarmuk, donde convergen las fronteras de Israel, Jordania y Siria. La cuestión del reparto del agua del sistema Jordán-Yarmuk resultó ser un problema importante entre Israel, Siria y Jordania.
Tras los acuerdos de 1949 se produjeron escaramuzas a pequeña escala relacionadas con el agua. En julio de 1953, Israel inició la construcción de una toma para su acueducto nacional en el puente de las Hijas de Jacobo del Jordán, en la zona desmilitarizada al norte del Mar de Galilea. Las unidades de artillería sirias abrieron fuego contra la obra.  La mayoría del Consejo de Seguridad de las Naciones Unidas (a excepción de la URSS) votó a favor de la reanudación de las obras por parte de Israel. Los israelíes trasladaron entonces la toma a un lugar económicamente inferior en el Mar de Galilea.
En 1955, el Plan Hidrológico Unificado del Valle del Jordán (Plan Johnston) fue aceptado por los comités técnicos tanto de Israel como de la Liga Árabe, pero el Consejo de la Liga Árabe decidió no ratificar el plan el 11 de octubre de 1955. Según la mayoría de los observadores, incluido el propio Johnston, la no adopción del plan por parte de los árabes no fue un rechazo total. Aunque no lo aprobaron políticamente, parecían decididos a cumplir los detalles técnicos del acuerdo. Además, los dirigentes árabes siguieron tomándolo en serio.
Aunque el Plan Unificado no fue ratificado, tanto Jordania como Israel se comprometieron a actuar dentro de los límites de su asignación.

### Fase principal: 1964-67
Israel completó su proyecto del Acueducto Nacional de Israel, que desviaba el agua del Mar de Galilea en 1964. La capacidad inicial de desvío del Acarreador Nacional de Agua, sin bombas de refuerzo suplementarias, era de 320 millones de m3, muy dentro de los límites del Plan Johnston.

Sin embargo, los estados árabes no estaban dispuestos a coexistir con un proyecto que parecía que podía contribuir de forma importante al crecimiento económico de Israel. En enero de 1964, una cumbre de la Liga Árabe se reunió en El Cairo y decidió:
 El establecimiento de Israel es la amenaza básica que la nación árabe en su totalidad ha acordado prevenir. Y puesto que la existencia de Israel es un peligro que amenaza a la nación árabe, el desvío de las aguas del Jordán por parte de éste multiplica los peligros para la existencia árabe. En consecuencia, los estados árabes tienen que preparar los planes necesarios para tratar los aspectos políticos, económicos y sociales, de modo que si no se consiguen los resultados necesarios, los preparativos militares árabes colectivos, cuando no se completen, constituirán el último medio práctico para la liquidación final de Israel. 
Los estados árabes decidieron privar a Israel del 35% de la capacidad de transporte nacional de agua, mediante un Plan de desvío de agua de cabecera del río Jordán, tanto el Hasbani como el Banias, al río Yarmuk. El plan era sólo marginalmente viable, ya que era técnicamente difícil y caro.
En 1964 se produjo una importante escalada cuando Israel declaró que consideraría el proyecto de desvío como una violación de sus derechos soberanos.

En 1965 se produjeron tres enfrentamientos fronterizos notables, empezando por los disparos sirios contra agricultores y patrullas del ejército israelí, seguidos por la destrucción por parte de los tanques y la artillería israelíes de las máquinas árabes de movimiento de tierras pesadas que se utilizaron para el plan de desvío. Los países árabes acabaron abandonando su proyecto. El control de los recursos hídricos y los ataques militares israelíes contra el esfuerzo de desvío se consideran unos de los factores que condujeron a la Guerra de los Seis Días en junio de 1967.
La guerra se menciona en la famosa canción antibélica estadounidense de 1965 Eve of Destruction de Barry McGuire con la línea "And even the Jordan River has bodies floatin'".